# 高木桂一
高木 桂一（たかぎ けいいち1961年 - ）は、1990 - 2010年代に活動した日本の産経新聞記者である。

## 人物
岐阜県生まれ。岐阜県立大垣北高等学校、早稲田大学法学部卒業。都市銀行勤務を経て、1991年、産経新聞社に入社。産経新聞モスクワ特派員、政治部記者、政治部編集委員、長野支局長、那覇支局長を経て2018年2月16日より編集局付（経緯については次節で詳述）。2019年4月末、退社。同年10月から日本維新の会で専従職員（政務調査会）。
産経新聞在職中には大型企画連載「やばいぞ日本」にも携わる。

## 不祥事
2017年3月22日、宮古島市議・石嶺香織について「自衛隊差別発言の石嶺香織・宮古島市議、当選後に月収制限超える県営団地に入居」と題する記事を執筆。石嶺に名誉毀損で提訴され、2023年9月、記事削除と賠償を命じられた。公判では「石嶺さんの電話番号を調べようとしたが、分からなかった。何でもかんでも出来ない。人間には限界がある」「旅費が往復で二万円くらいかかるので、出張を認められないと分かっており、行かなかった」と釈明。これについても「本人への取材が全くされていない」と指摘を受ける。
また自身が担当する連載シリーズ「沖縄2紙が報じないニュース」の2017年12月9日付「危険顧みず日本人救出し意識不明の米海兵隊員　元米軍属判決の陰で勇敢な行動スルー」と題した記事で、高速道路上の交通事故現場に居合わせた駐沖縄アメリカ海兵隊曹長が自身の負傷をおして日本人を救出したと書き、沖縄報道機関各社はこれを黙殺したとして、「米軍の善行には知らぬ存ぜぬを決め込むのが、琉球新報、沖縄タイムスの２紙を筆頭とする沖縄メディアの習性」と激しく非難。沖縄二紙を「報道しない自由を盾にこれからも無視を続けるようなら、メディア、報道機関を名乗る資格はない。日本人として恥だ」と断じた。この記事について1月30日に琉球新報から指摘を受け、高木は「当時のしかるべき取材で得た情報に基づいて書いた」と回答した。その後、2月8日付けで産経新聞は再取材した検証記事を掲載し、曹長は日本人運転手を助けようとしたが、救助を完遂する前に車に撥ねられていたことが明らかとなった。また検証記事は、記事は救助活動を伝えた、アメリカNBCテレビの報道や曹長の妻のFacebook、アメリカ海兵隊の広報担当の救助活動を讃える回答などに基づき書かれたが、沖縄県警察には取材しておらず、事実確認が不十分だったとして謝罪し削除した。
これによりシリーズは2017年12月30日付け『我那覇真子さんFM番組 あわや打ち切りに「左翼の言論弾圧に屈しない」』を最後に打ち切られている。
また、2018年2月16日付けで産経新聞はこの一件について高木に出勤停止1ヵ月と支局長更迭・編集局付とする処分を下した。

## 批判
沖縄タイムス記者・阿部岳は、自身について書かれた記事などに関して高木に面会を求めたところ、「あんたの都合なんか知らないよ」「潰すからな」「ヘビみたいな男だ」「受けて立つよ。おれは産経の顔だからな」と罵声を浴びせられたとしている。